# Jelgava
Jelgava (in russo Елгава?, Elgava) è una città della Lettonia, capoluogo del distretto omonimo. È la principale città della regione della Semigallia. Importante centro universitario, fu capitale del Ducato di Curlandia e Semigallia tra il XVI e il XVIII secolo.

## Geografia fisica
Jelgava è situata circa 40 km a sudovest di Riga, sulle rive del fiume Lielupe.

## Storia
Gli insediamenti iniziarono a svilupparsi nella località di Mitau, tra i fiumi Lielupe e Driksa, nel corso del X secolo. Guidato dal Gran Maestro Konrad von Mandern, l'Ordine crociato di Livonia costruì il castello di Mitau su un'isola fortificata naturale (Pilssala) nel 1265-1266. Utilizzando Mitau come fortezza meridionale, i cavalieri tedeschi riuscirono a sottomettere i Livoniani e i Semigalliani circostanti entro il 1290. La città crebbe di importanza come punto di difesa contro i Lituani a sud, che riuscirono a saccheggiare Mitau nel 1345.
In seguito alla caduta dell'Ordine livoniano nella guerra di Livonia del 1558-1583, Mitau divenne una città del ducato di Curlandia nel 1561. Nel 1573 Mitau ottenne i diritti di città e nel 1578 divenne capitale dei ducati uniti di Curlandia e Semigallia. Quando il ducato di Curlandia si separò nel 1596, Mitau divenne la residenza del duca Friedrich Kettler di Semigallia. La città divenne nuovamente capitale dei ducati uniti nel 1617. Dal momento che dal 1561 il ducato era diventato vassallo della Confederazione polacco-lituana, Mitau fu conosciuta anche con il nome polacco di Mitawa. Le ripetute guerre della Confederazione con la Svezia sottoposero Mitau a diversi assedi. Nonostante le guerre, la città crebbe come centro commerciale e industriale. Tuttavia, con l'aumento della forza dei vicini della Curlandia, il ducato e Mitau cominciarono a cadere nella sfera d'influenza della Russia.
Il penultimo duca di Curlandia, Ernst Johann von Biron sviluppò la vita culturale e artistica di Mitau. Costruì il palazzo ducale e aprì la prima biblioteca pubblica della città. Nel 1775 l'ultimo duca di Curlandia, Peter von Biron, fondò l'Academia Petrina, che divenne un centro culturale di riferimento per il Paese. Il duca incoraggiò anche gli spettacoli teatrali alla sua corte.
Con lo scoppio della Rivoluzione francese nel 1789, i cittadini di Mitau chiesero a gran voce maggiori diritti. In seguito, la Russia annesse la città come parte della Curlandia nel 1795, durante la terza spartizione della Polonia. Il conte di Provenza visse nel palazzo di Mitau (1798-1801 e 1804-1807) prima di diventare il re francese Luigi XVIII nel 1814. Nonostante l'occupazione della città da parte dalle truppe prussiane durante le guerre napoleoniche, fu in gran parte risparmiata dalla distruzione.

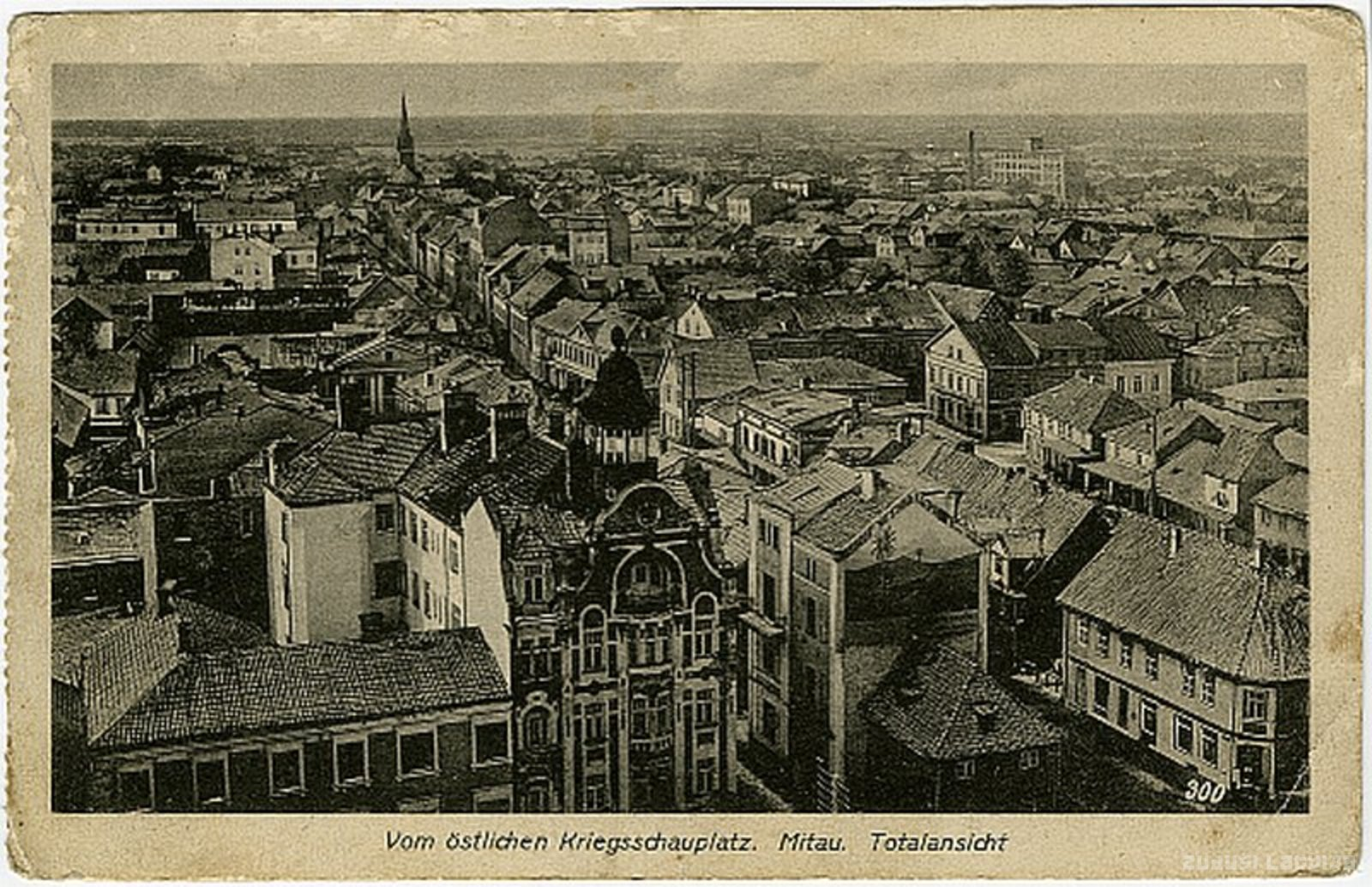
Veduta di Jelgava nel 1935.

Mitau si espanse ulteriormente dopo l'arrivo della ferrovia nel 1868. Lo sviluppo delle infrastrutture incoraggiò i lettoni, residenti nelle campagne circostanti, a migrare in città dove trovarono impiego come commercianti, artigiani, insegnanti e funzionari. Nel 1914 Mitau contava oltre 45 000 abitanti. Con lo scoppio della prima guerra mondiale l'economia locale subì un duro contraccolpo. La strenua difesa di Mitau da parte di due battaglioni della Guardia Nazionale Lettone nel 1915 contribuì a ispirare la formazione dei Fucilieri lettoni. Le truppe tedesche occuparono la città durante la guerra e i prigionieri di guerra britannici, inviati lì come lavoratori forzati, subirono condizioni e trattamenti atroci. Nel 1919, durante la guerra d'indipendenza lettone Mitau fu contesa tra le Guardie Rosse bolsceviche, i paramilitari tedeschi e i combattenti per la libertà lettoni. Dopo la vittoria di quest'ultimo gruppo nel novembre 1919, Mitau, ribattezzata Jelgava, divenne un'importante città della Lettonia indipendente. Nel 1925 a Jelgava fu costruito uno zuccherificio, il primo di questo tipo in Lettonia. Nel 1939 fu inaugurata l'università nel palazzo di Jelgava.
A seguito del patto Molotov-Ribbentrop del 1939, Jelgava fu occupata e annessa con il resto della Lettonia dall'Unione Sovietica nel 1940. Molti dei tedeschi rimasti in città furono reinsediati nel territorio della Polonia occupata dai tedeschi durante i trasferimenti di popolazione nazi-sovietici. Le forze tedesche del Gruppo d'armate Nord occuparono Jelgava dal 1941 al 1944. Durante la seconda guerra mondiale, la polizia tedesca, insieme alla polizia ausiliaria lettone, uccise gli abitanti ebrei della città durante una serie di fucilazioni di massa. La sinagoga principale fu rasa al suolo.

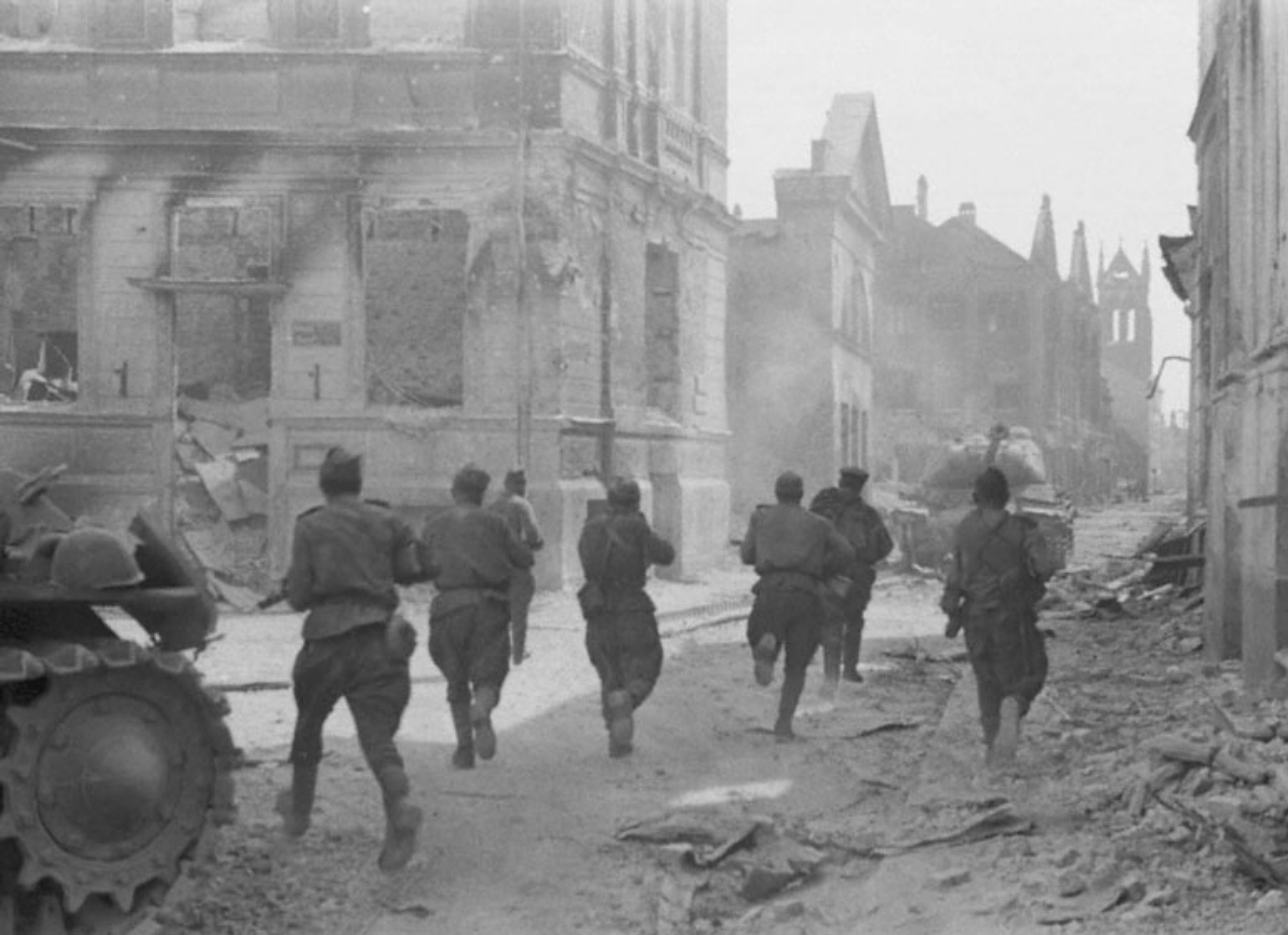
Soldati sovietici combattono nelle strade di Jelgava nell'estate del 1944.

Alla fine del luglio 1944, l'Armata Rossa sovietica lanciò un attacco da sud in direzione di Jelgava e Tukums per accerchiare il Gruppo d'Armate Nord tedesco. Jelgava fu dichiarata una fortezza (Festung), ma in città c'erano solo poche unità tedesche e lettoni sparse. Dal 30 luglio al 7 agosto, dopo pesanti scontri e diversi raid aerei, l'Armata Rossa riuscì a occupare la riva sinistra del fiume Lielupe. Alla fine di agosto, l'esercito tedesco lanciò un contrattacco su Jelgava da nord, ma non riuscì a respingere i sovietici. Jelgava rimase in prima linea fino al 10 ottobre, quando l'esercito tedesco si ritirò in Curlandia. Il centro storico, l'industria, la rete ferroviaria e gli edifici pubblici della città furono pesantemente danneggiati dai combattimenti. Quasi il 90% della città risultava distrutta. Tra gli edifici perduti c'erano il famoso Museo Provinciale della Curlandia e l'Ateneo.
Nel secondo dopoguerra Jelgava, che prima del conflitto presentava un centro storico con strade larghe e regolari, fiancheggiate dai palazzi della nobiltà tedesca del Baltico, fu ricostruita in tipico stile sovietico come parte della RSS Lettone. Jelgava divenne sede di diverse industrie, tra cui la fabbrica di autobus Riga. Dopo l'indipendenza della Lettonia, Jelgava ha lentamente riacquistato il suo patrimonio germanico originario ed è ora un popolare sito turistico. Grazie alla presenza dell'Università lettone di Scienze e Tecnologie della Vita, molti abitanti di Jelgava sono studenti o persone legate al mondo dell'istruzione.

## Monumenti e luoghi d'interesse
- Palazzo Jelgava, costruito tra il 1738 ed il 1772 da Bartolomeo Rastrelli su incarico duca Biren sul sito dell'antico castello dei duchi di Curlandia del 1266. Il palazzo contiene i sarcofagi di quasi tutti i duchi di Curonia, tranne l'ultimo. Il futuro Luigi XVIII soggiornò nel palazzo tra il 1798 e il 1800.
- Resti della chiesa della Santissima Trinità
- Cattedrale dell'Immacolata Vergine Maria, cattolica, realizzata in stile neogotico nei primi anni del XX secolo;
- Cattedrale dei Santi Simeone e Anna, ortodossa lettone, realizzata in revival russo;
- Chiesa di San Giovanni
- Chiesa Battista
- Accademia Petrina
- Villa Medem
- Castello di Valdeka

## Cultura

### Istruzione

#### Università
La città è sede dell'Università di Scienze e Tecnologie della Vita della Lettonia, fondata dal governo lettone nel 1939, è situata all'interno del Palazzo Jelgava.

## Economia
Sede di un noto mercato agricolo (cereali e lino) e del legname, all'incrocio di importanti vie di comunicazione, conta notevoli industrie tessili, alimentari, conciarie e meccaniche.

## Infrastrutture e trasporti
La principale via d'accesso alla città è l'A8 che unisce Riga alla frontiera lituana.
La città è servita da una propria stazione ferroviaria. È un importante snodo in quanto è situata all'incrocio di oltre 6 linee ferroviarie che collegano Riga alla Lituania, alla Lettonia orientale e occidentale, e la Lituania al Mar Baltico. 

## Amministrazione

### Gemellaggi
Jelgava è gemellata con:
- Pärnu, dal 1957
- Šiauliai, dal 1960
- Vejle, dal 1992
- Białystok, dal 1994
- Xinying, dal 2000
- Alcamo, dal 2002
- Hällefors, dal 2006
- Nacka, dal 2006
- Rueil-Malmaison, dal 2006
- Ivano-Frankivs'k, dal 2007
- Nova Odessa, dal 2007
- Como, dal 2016
- Carmel (Indiana), dal 2022
- Magadan

## Sport

### Calcio
La squadra principale della città è il Jelgava.